# Crăciun fericit
Crăciun fericit (titlu original: Joyeux Noël) este un film de Crăciun, pacifist, din anul 2005, cu acțiunea în Primul Război Mondial, regizat de Christian Carion. Rolurile principale au fost interpretate de actorii Diane Kruger,  Benno Fürmann, Guillaume Canet, Gary Lewis, Daniel Brühl și Dany Boon. Filmul se bazează pe Armistițiul de Crăciun, care a avut loc în anul 1914.

## Prezentare
În Ajunul Crăciunului din 1914 soldații de pe frontul de vest (francezi, scoțieni și germani) aud cum inamicii lor cântă colinde, ca și ei, amintindu-și de sărbătoarea Crăciunului. Câțiva soldați mai temerari se încumetă să se ridice din tranșee. În cele din urmă, văzând că inamicii nu deschid focul, soldații se întâlnesc pe linia frontului și cântă împreună. 

## Distribuție
- Diane Kruger - Anna Sorensen
- Guillaume Canet - Locotenent Audebert
- Daniel Brühl - Horstmayer
- Benno Fürmann - Nikolaus Sprink
- Dany Boon - Ponchel
- Amy Jo Johnson - Soldat scoțian
- Gary Lewis - Palmer
- Ian Richardson - Episcop
- Christian Carion - Infirmier
- Michel Serrault - Le Chatelain
- Suzanne Flon - La Chatelaine
- Bernard Le Coq - Generalul Audebert
- Lucas Belvaux - Gueusselin
- Steven Robertson - Jonathan
- Natalie Dessay - Anna S
- Jan Rubens
- Alexander Wust - Oskar
- Christopher Fulford - Le major
- Joachim Bissmeier - Zimmermann
- Rolando Villazón - Nikolaus Sprink (voce)